# Скалловей
Ска́лловей или Скаллоуэй (англ. Scalloway, скотс Scallawa) — город на западном побережье острова Мейнленд в Шотландии. Древняя столица Шетландских островов. Население — 1 130 человек (по данным 2016 года).

## Этимология
Название местечка возможно произошло от норвежского Scola Voe, означая «хижины на заливе».

## История

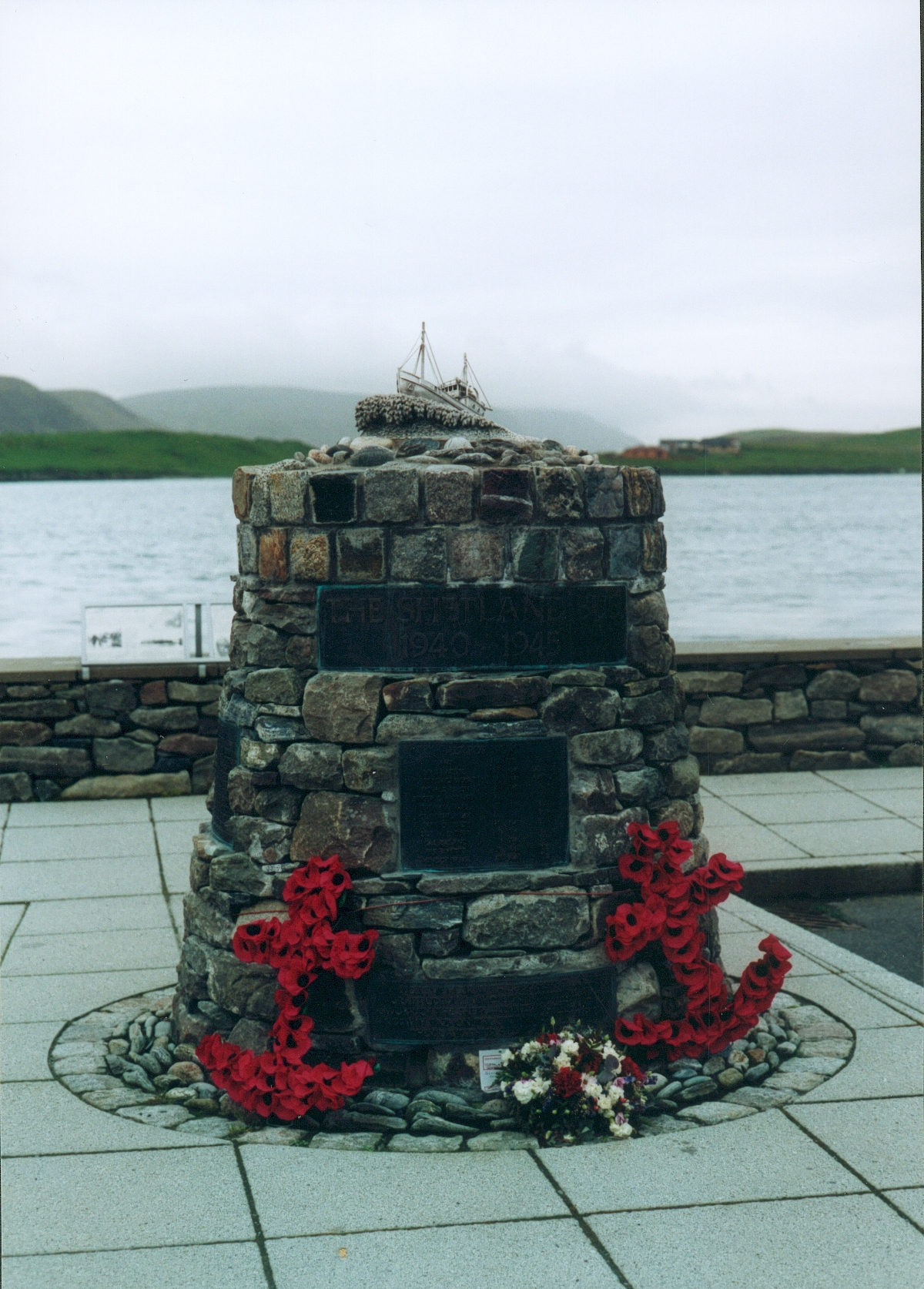
Памятник «Шетландскому автобусу».

В XVII веке административный центр Шетландских островов располагался в замке Скалловей, который сменил в этом смысле Лоу-Тинг-Холм. Столица Шетландских островов в 1708 году была перенесена в Леруик.
Во время Второй мировой войны в Скалловее находилась штаб-квартира организации «Шетландский автобус», части организованного сопротивления Норвегии нацистской оккупации. Члены организации на рыбацких судах привозили беженцев из Норвегии и отправляли назад борцов сопротивления и боеприпасы. Этой организации посвящена небольшая экспозиция в музее Скалловея, установлен памятник.

## География
Скалловей находится примерно в 10 километрах к западу от Леруика, современной столицы Шетландских островов на берегу хорошо защищенной гавани. Вблизи Скалловея у юго-западного берега Мейнленда находится группа островов Скалловей-Айлендс: Грин-Холм, Ист-Берра, Клейнис, Линга, Оксна, Папа, Саут-Хавра, Трондра, Уэст-Берра, Хилдасей.

## Экономика
Рыболовная промышленность

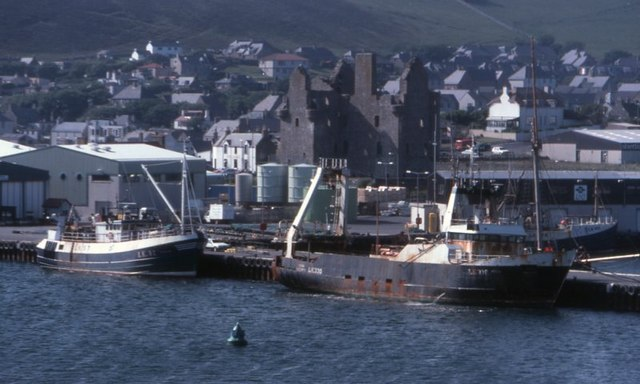
Гавань Скаллоуэя.

В гавани Скалловея обслуживаются суда рыболовного флота Шетландских островов.
Кадры для рыболовной промышленности готовят в колледже «North Atlantic Fisheries College Marine Centre» расположенном в Скалловее.
Транспорт и связь
Автодорога «A970» (Норт-Ро — пятикилометровое ответвление в Скалловей — Леруик — аэропорт Самборо — Грутнесс) соединяет деревню с северной и южной частью Мейнленда. Дорога «B9074» (Винсгарт — Скалловей — Хамнаво) соединяет с восточной частью острова и с островами Трондра и Уэст-Берра. Дорога «B9073» соединяет ответвление в Скалловей дороги «A970» и её же основное направление южнее Леруика.
Скалловей и Леруик входят в почтовый район, которому соответствует код «ZE1».

## Политика и власть

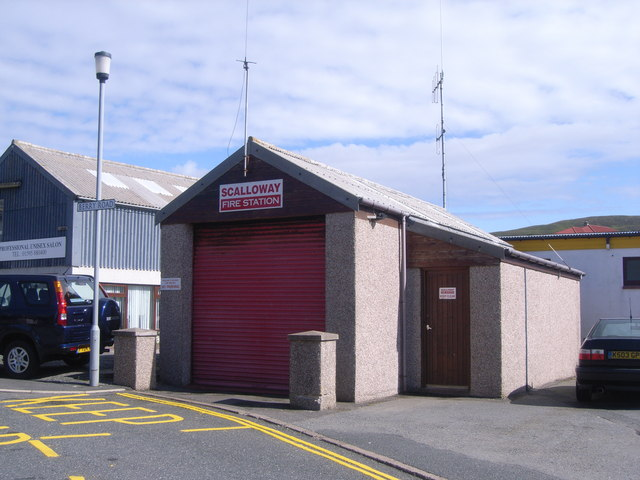
Пожарно-спасательная станция.

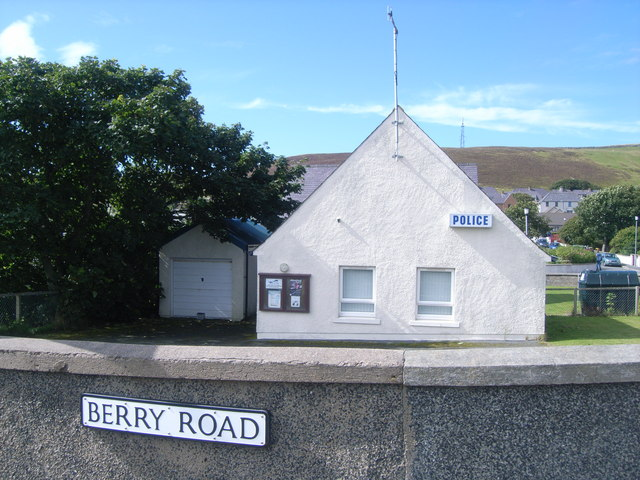
Полицейский участок.

Пожарно-спасательная станция Скалловея со штатом двенадцать человек имеет дело с чрезвычайными ситуациями включая пожары и дорожно-транспортные происшествия.
Небольшой полицейский участок в Скалловее занимается охраной правопорядка.

## Образование

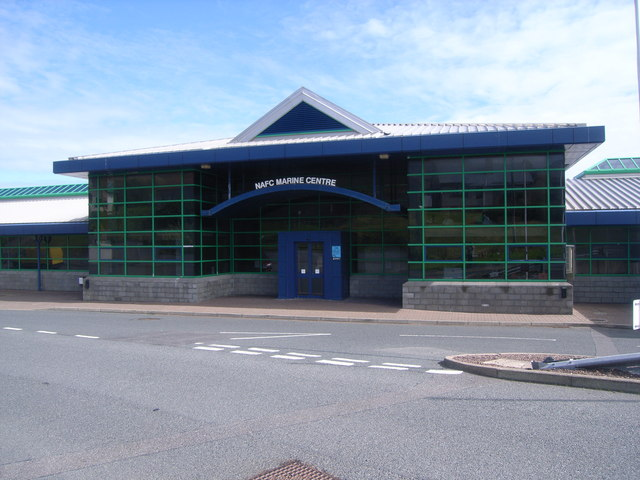
Морской колледж «North Atlantic Fisheries College Marine Centre».

В Скалловее работает морской колледж «North Atlantic Fisheries College Marine Centre», один из колледжей университета «University of the Highlands and Islands».
Работает начальная школа «Scalloway Primary School», 144 учащихся в возрасте от четырёх до двенадцати лет.

## Культура

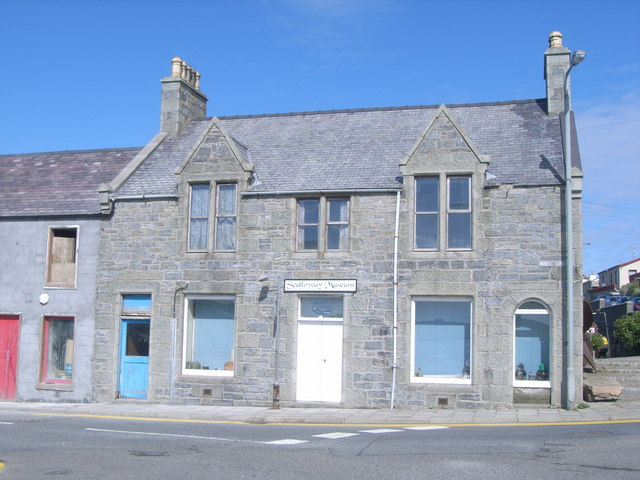
«Музей Скалловея».

Ежегодно в Скалловее проходит часть фестиваля «Up Helly Aa». В традиции фестиваля факельное шествие и сжигание ладьи.
Выставки «Музея Скалловея» посвящены местной истории, экономике и другому.

## Достопримечательности

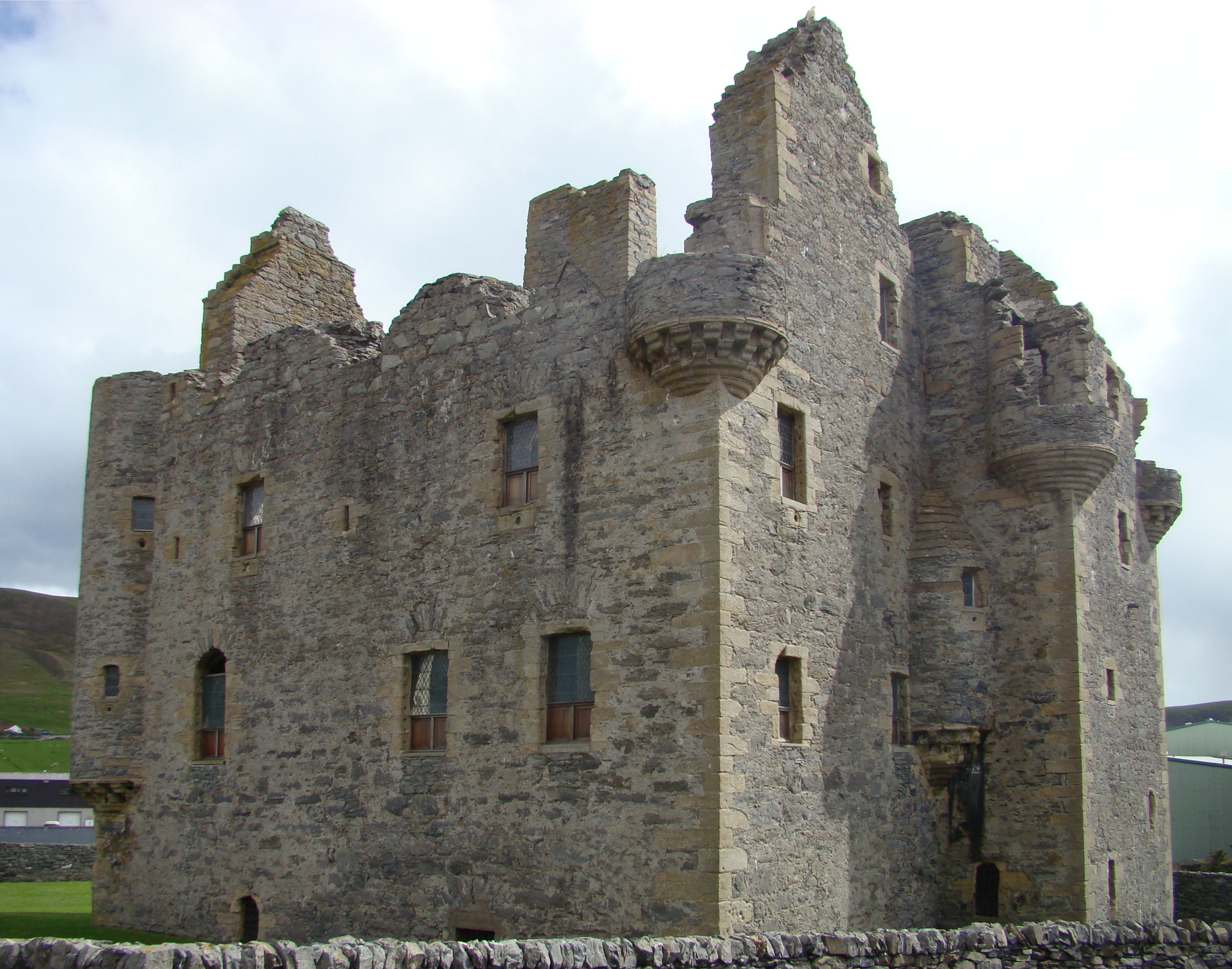
Замок Скалловей.

- Самой значительной постройкой Скалловея является замок Скалловей. Его основал в 1600 году шотландский аристократ Патрик Стюарт, 2-й граф Оркнейский. В 1971 году замок включён в список памятников архитектуры категории «A»[13].
- Усадьба «Олд-Хаа-оф-Скалловей» построена в 1750 году. В 1974 году усадьба и окружающие её постройки включены в список памятников архитектуры категории «A»[14].